# Fender Hot Rod DeVille
Model Fender Hot Rod Deville je gitarsko cijevno pojačalo koje je Fender 1996. godine proizveo i prodavao kao dio Hot Rod linije pojačala, koju kontinuirano proizvodi i danas. Model Dewille po svom je obliku skoro istovjetan s Fender Hot Rod Deluxe modelom, a dostupan u dvije verzije: 212 koji ima ugrađene 2 x 12" zvučnike, i 410 model s 4 x 10" zvučnicima.

## Karakteristike
| Fender Hot Rod DeVille | Fender Hot Rod DeVille                                                             |
| ---------------------- | ---------------------------------------------------------------------------------- |
| Cijevi u pojačalu      | dvije 6L6                                                                          |
| Cijevi u pretpojačalu  | tri 12AX7                                                                          |
| Dostupan               | kombo                                                                              |
| Efektivna snaga        | 60 W                                                                               |
| Kanali                 | 3 (Clean, Drive, More Drive)                                                       |
| Zvučnici               | 2 x 12" ili 4 x 10", otpora 4 ili 8 Ω, Eminence Legend 125 32W (specijalni dizajn) |
| Ispravljač             | solid state                                                                        |

## Vanjske poveznice
- Fender Hot Rod Deville na Fender.com[neaktivna poveznica]